# Elena Miro K
Œuvres principales
- Le Miroir (Editions Savane, Editions Savane Benin, 84 p.)
- Miel Sacré (Editions Tamarin Benin, 2016, 120 p.)

Elena Miro K, de son vrai nom Myrlène Modukpè E. Kouwakanou, est une écrivaine béninoise. Elle est également philanthrope, présentatrice de télévision et entrepreneuse.

## Biographie
Elena est née le 21 novembre 1988 à Cotonou au Bénin. Elle obtient son Bac D au CEG Sègbeya de Cotonou. Elle est diplômée de l'école supérieure Multinationale des Télécommunications de Dakar (ESMT) en Téléinformatique où elle a obtenu un Master en Gestion de projets créatifs[réf. nécessaire].

## Carrière
En 2011, Elena Miro K  créé l'agence de communication EM Com. Elle présente plusieurs émissions sur la Télévision Nationale ORTB, (TIC Time, Secret de prospérité, Benin Evolution) en 2012.
Puis, en 2013, commence sa carrière d’écrivaine avec la parution de Le Bout du Tunnel. Cet ouvrage démontre une volonté de rendre l'écriture accessible au plus grand nombre. Elle y narre des histoires des plus réalistes aux plus folles, agrémentées de romantisme, d'imagination et d'un sens de la transposition de faits divers en fictions.[réf. nécessaire]
En 2016, parait  Miel Sacré aux éditions du Tamarin.
En 2018, paraît aux éditions SAVANE Le miroir,, un ouvrage illustré bilingue français et anglais. Elle y aborde le thème de l’estime de soi. À travers ce livre, elle milite pour le droit des enfants, contre les violences verbales des parents. Elle reçoit le soutien de l’écrivaine camerounaise Nathalie Koah, sa marraine.

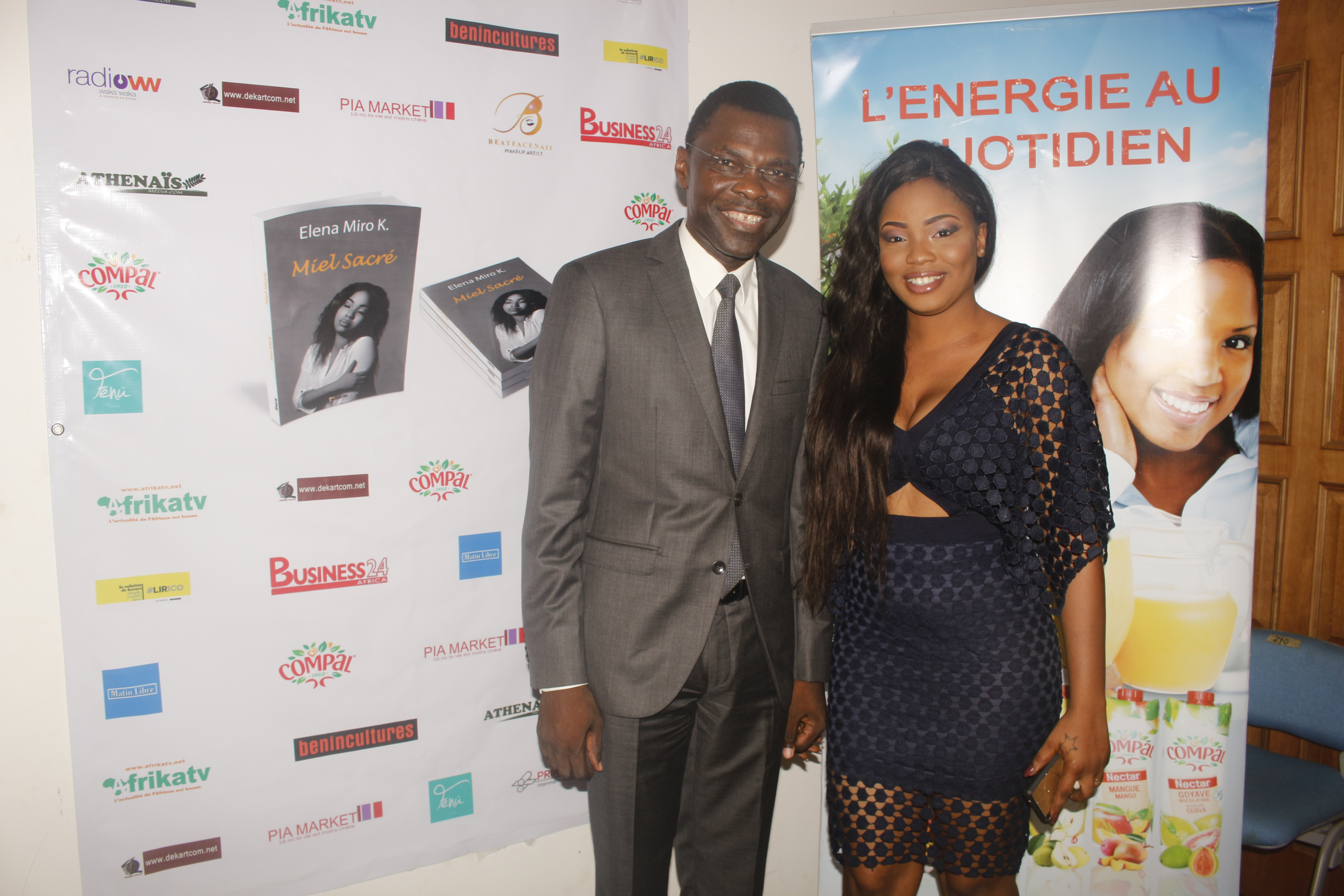
Elena et Joseph Djogbenou lors du lancement du livre Miel sacré juin 2016
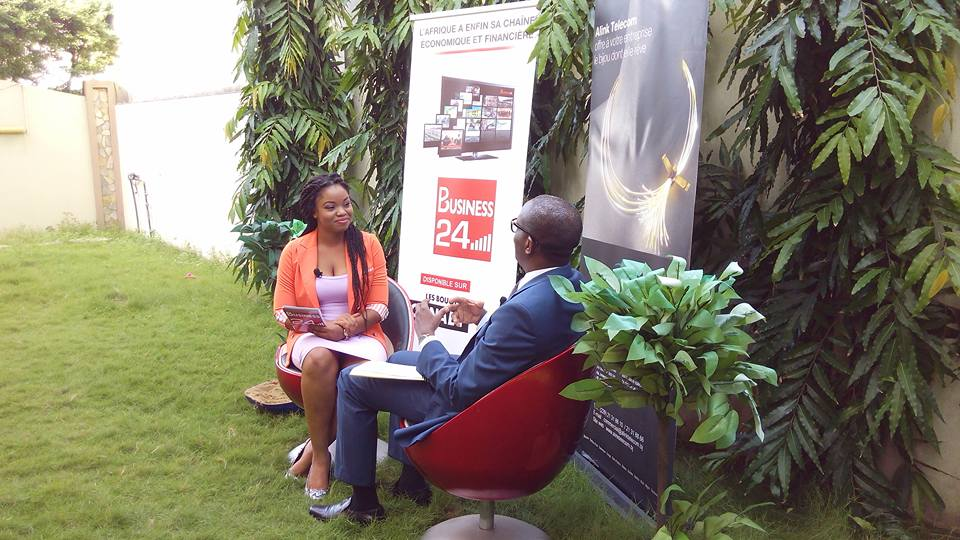
Elena Miro K présentant l'émission À la rencontre d'un leader sur Business 24 Africa

## Mise au programme deLe Miroir
La carrière d’autrice d’Elena Miro K. prend de l'ampleur lorsqu’en 2019, le Ministère des Enseignements Primaire et Maternel du Bénin a inscrit par décret le livre Le Miroir comme manuel pédagogique pour toutes les classes du primaire du territoire national. L’ouvrage traite de la thématique de l’estime de soi,.

## Fondation Women’s Empowerment
Elle se rend compte que les conditions économiques sont défavorables aux femmes africaines, leur potentiel constamment sous-évalué, leurs chances de réussite amoindries.  Elena Miro K crée alors en 2019 la fondation Women’s Empowerment, qui œuvre à l’autonomisation financière des jeunes filles et des femmes africaines. Pour Elena Miro le facteur qui favorise la dévalorisation des femmes est l’incapacité à « apporter du pain à la table ». C’est pour remédier à ce problème que a fondation aide les femmes et les jeunes filles souhaitant plus d'autonomie, à travers des programmes de formations en entrepreneuriat et gestion financière. Elle procure aussi des  et financements directs et un suivi d'évaluation de projets d’entrepreneuriat pour les métiers non diplômants. Son objectif est de créer à terme un million d’emplois tenus majoritairement par des femmes.

## Œuvres
1. Le bout du tunnel : Récit, 2013, 97 p. (ISBN 978-99919-1-231-8 et 99919-1-231-2, OCLC 960906434, présentation en ligne).
2. Miel sacré : récits (préf. Jérôme Carlos), 2016, 118 p. (ISBN 978-99919-0-412-2 et 99919-0-412-3, OCLC 990266473, présentation en ligne).
3. Dernières Nouvelles des Ecrivaines Du Bénin  éditions Savane Bénin, 2016, 196 p.
4. Le Miroir[5],[11] éditions Savane Bénin, 2018, 84 p.
5. Gisèle Totin et Elena Miro Kouwakanou, Dix femmes écrivaines du Bénin : histoires de famille, Paris/14-Condé-sur-Noireau, les Impliqués éditeur / Impr. Corlet numérique, 2018, 157 p. (ISBN 978-2-343-15342-1 et 2-343-15342-6, OCLC 1111739910, présentation en ligne).
6. Dix femmes écrivaines du Bénin (participation) Paris, éditions les Impliqués, 2018[12]

## Émissions télévisuelles
1. Viva la Moda, émission sur la mode, 2012, sur Canal 3 Monde.
2. Tic Time, émission consacrée à la technologie, 2012, sur ORTB (télévision nationale du Bénin).
3. Secret de prospérité, 2013-2014, sur ORTB (télévision nationale du Bénin).
4. Bénin évolution, 2015, sur ORTB (télévision nationale du Bénin).
5. Rencontre d’un leader, 2016, sur Business 24 Africa (Côte d’ivoire).
6. MTN B2B, 2017 sur Groupe MTN Business Bénin.

## Articles Connexes
- Sophie Adonon